# Hugh McCracken
Hugh McCracken (Hackensack, 31 maart 1942 – 28 maart 2013) was een Amerikaans gitarist en studiomuzikant. Hij speelde voornamelijk slaggitaar, maar daarnaast ook mondharmonica. Zijn naam is vrijwel onbekend, maar komt voor op ontelbare muziekalbums in bijna elk genre binnen de serieuze popmuziek.  
Zijn loopbaan begon in de vroege jaren 60 toen hij als gitarist begon te spelen in nachtclubs in New Jersey in een bandje genaamd The Funatics; hij gebruikte toen nog de naam Mac(k) Pierce. Daarna speelde hij in Mario (Madison) & The Funatics en Mario & The Flips. Vervolgens werd hij lid van Mike Mainieri's White Elephant Orchestra, waar wel meer talenten in zaten: Steve Gadd, Tony Levin, Warren Bernhardt, George Young, Frank Vicari, Michael Brecker, Ronnie Cuber, Jon Faddis, Lew Soloff, Randy Brecker, Barry Rogers, Jon Pierson, Steve Goodman, David Spinozza en Joe Beck.
Zijn eerste albums dateren uit de jaren 60 en daarna begon het spelen van geluidsstudio tot geluidsstudio. Zowel Steely Dan als Donald Fagen maakten van zijn diensten gebruik; verder is hij te horen op albums van Jimmy Rushing, Billy Joel, Roland Kirk, Roberta Flack, B.B. King, John Lennon, Paul McCartney, Paul Simon, Idris Muhammad, James Taylor, Phoebe Snow, Bob Dylan, Linda McCartney, Graham Parker, Yoko Ono, Eric Carmen, Loudon Wainwright III, Lou Donaldson, Aretha Franklin, Van Morrison, The Four Seasons, Hall & Oates, Hank Crawford, Jerry Jemmott en Gary Wright.
Hij werkte ook als muziekproducent, al dan niet samen met Tommy Lipuma. McCracken overleed op 28 maart 2013 aan de gevolgen van leukemie.

## Discografie
- 1969: Completely Well - B.B. King
- 1970: A Time To Remember! - The Artie Kornfeld Tree
- 1970: Hoboken Saturday Night - The Insect Trust
- 1970: Outlaw - Eugene McDaniels
- 1970: Headless Heroes of the Apocalypse - Eugene McDaniels
- 1971: Ram - Paul McCartney
- 1972: Album III - Loudon Wainwright III
- 1973: Sassy Soul Strut - Lou Donaldson
- 1973: From the Depths of My Soul - Marlena Shaw
- 1973: Mindgames - John Lennon
- 1973: Feeling the space - Yoko Ono
- 1975: Still Crazy After All These Years - Paul Simon
- 1975: Feel Like Makin' Love - Roberta Flack
- 1975: New York Connection - Tom Scott
- 1976: Just a Matter of Time - Marlena Shaw
- 1976: Yellow & Green - Ron Carter
- 1976: Second Childhood - Phoebe Snow
- 1977: The Stranger - Billy Joel
- 1978: City Lights - Dr. John
- 1978: Heart to Heart – David Sanborn
- 1979: Tango Palace - Dr. John
- 1979: Headin' home - Gary Wright
- 1980: Double Fantasy - John Lennon and Yoko Ono
- 1980: One-Trick Pony - Paul Simon
- 1980: Gaucho - Steely Dan
- 1981: Season of Glass - Yoko Ono
- 1982: The Nightfly - Donald Fagen
- 2000: Two Against Nature - Steely Dan
- 2003: Everything Must Go - Steely Dan
- 2006: Morph the cat - Donald Fagen

- Bibsys: 3004795
- Bibliothèque nationale de France: cb13935694s (data)
- Gemeinsame Normdatei: 134450930
- International Standard Name Identifier: 0000 0000 5514 6681
- Library of Congress Control Number: n91029232
- MusicBrainz: fd7ce65a-3eea-4bec-9b05-7c01d43b3b00
- Nationale Bibliotheek van Israël: 987007420407705171
- Virtual International Authority File: 299598345
- WorldCat: E39PBJtmph4H7FKQKBjwbVKcfq